# Božič Vrh
Božič Vrh – wieś w Słowenii, w gminie Metlika. W 2018 roku liczyła 10 mieszkańców.